# José Martins Barata de Castilho
José Martins Barata de Castilho GOIP (Castelo Branco, 1944) é um académico, economista, investigador, pintor e escritor português.

## Biografia
Nasceu em 1944, na cidade de Castelo Branco.
Exerceu como economista e investigador, tendo sido professor catedrático na Universidade de Lisboa. Escreveu diversos livros sobre ciência, economia e genealogia, e foi orador em conferências sobre diversos assuntos. Por exemplo, apresentou uma comunicação sobre o modelo económico bancário português numa conferência organizada entre 4 e 5 de Junho pelo Centro de Investigação sobre Economia Financeira e a Fundação Calouste Gulbenkian, tendo sido considerado como um dos principais oradores naquele evento. No V Encontro de Economistas de Língua Portuguesa, organizado em 2003 na cidade brasileira do Recife, apresentou a comunicação Taxa de juro desejada e taxa de juro decidida: divergências na união económica e monetária, em conjunto com Pedro António Basto de Sousa. Em Maio de 2022 participou na palestra Mês de Maio: das Cantigas de Santa Maria, realizada em Maio de 2022 em Castelo Branco. Foi responsável pela organização dos primeiros cursos da Escola Superior de Tecnologia e Gestão do Instituto Politécnico de Castelo Branco, posteriormente renomada para Escola Superior de Gestão e instalada em Idanha-a-Nova.
Também se destacou como pintor, tendo começado a sua carreira como artista plástico por influência de António Ribeiro Russinho, que foi o seu professor de desenho na Escola Industrial e Comercial de Castelo Banco, entre 1958 e 1959. Em 1960 elaborou os seus primeiros quadros a óleo, e em 1964 foi aluno do pintor Silvino Vieira em Lisboa, nas áreas da pintura e do desenho. Continuou a sua formação com um curso de pintura na Sociedade Nacional de Belas Artes, entre 1991 e 1994. Começou a dedicar-se exclusivamente à pintura em 2004, com um atelier em Castelo Branco, no Solar dos Cardosos. Fez várias exposições em Portugal e noutros países, tendo sido comissário do stand Portugal-País Invitado na FAIM - Feria de Arte Independiente en Madrid, em Outubro de 2003. 
Após ter visto uma exposição sua em Sevilha, o crítico de arte  es:Mario Antolín Paz publicou em Madrid, em 1998, um texto, mostrado em português na notícia, em que fez uma interpretação da sua pintura.
Recebeu vários prémios pela sua obra artística, tanto em território nacional como no estrangeiro. Entre os seus trabalhos destaca-se a exposição Histórias e Fantasias, com obras baseadas em histórias e lendas no concelho de Castelo Branco. No sentido de defender a sua obra, foi criada a Pinacoteca José Barata de Castilho, que tem igualmente como finalidade promover o estudo e a divulgação do património histórico e cultural no distrito de Castelo Branco. Foi considerado pelo jornal Reconquista como um dos «nomes de referência da pintura contemporânea portuguesa».
Além de literatura científica, Barata de Castilho também escreveu alguns romances, tendo em 2021 lançado o romance Serra Cristal Três Encantos, ambientado na Serra da Gardunha, e no qual são evidenciadas as ligações familiares entre Amália Rodrigues e a região de Castelo Branco, recordando que o pai da fadista tinha nascido naquela cidade. Esta obra foi baseada num extenso trabalho de investigação sobre as origens de Amália Rodrigues, tendo avançado a hipótese de que teria nascido em 1916 em vez de 1920, ano que é tradicionalmente referido como o nascimento da cantora, teoria que já tinha sido apresentada em 2012 pelo genealogista António da Graça Pereira.
A 9 de outubro de 2018 foi agraciado com o grau de Grande-Oficial da Ordem da Instrução Pública.

## Obras publicadas

### Livros
- Indústrias têxteis e confecções (1974)
- Incentivos à exportação: estudo comparativo das medidas adoptadas em Portugal e noutros países (com Ana Schmidt) (1978.)
- Política monetária : da teoria à realidade (1979)
- Analyse de la rentabilité bancaire au Portugal (1981)
- Moeda e mercados financeiros (1.ª ed., 1993)
- Teoria e política monetária (coordenador) (2002)
- Cardosos e Castilhos albicastrenses: à volta dos palácios (2012)
- Money and finance (com outros autores) (2017)
- Castilhos da Beira Baixa: história e genealogia (2020)
- Regresso fugaz, grande comédia (2022)

### Artigos de imprensa e outras obras
- Custos e economias de escala na banca portuguesa: o período da concentração financeira, Estudos de Economia, vol. I, n.º 2, 1981
- Política monetária portuguesa: sua eficácia e alternativas, Estudos de Economia, vol. III, n.º 4, 1983
- Modelo económico bancário: caso português, Cadernos de Divulgação, n. 1, 1984
- Le financement bancaire du developpement: un commentaire Estudos de Economia, vol. V, n.º 4, 1985
- Technology, economies of scale and bank profitability, Cadernos de Divulgação, n.º 2, 1985
- Investimentos financeiros em Portugal: a problemática dos investimentos nos Fundos de Pensóes, Boletim do Instituto dos Actuários Portugueses, n.º 30, 1986
- O ECU, o dólar e o DSE face ao risco de câmbio, em Portugal, Economia-EC, 1986
- Política monetária em economia aberta e desequilíbrio: um modelo para países menos desenvolvidos, Cadernos de Divulgação, n.º 3, 1986
- Le systeme monétaire international et l´ECU, Institut Orléanais de Finance, Universidade de Orleães, 1986.
- Modelling bank operating costs with an underlying CES production function, Estudos de Economia, vol. VII, n.º 2, 1987
- Políticas de estabilização e reajustamentos estruturais, Economia, 1988
- O mercado financeiro português face ao ECU (coautor), Cadernos de Investigação do CIEF, 1988
- Lições de Economia (texto das aulas de Microeconomia e Macroeconomia à Licenciatura Especial de Gestão, na Faculdade de Economia da Universidade Eduardo Mondlane, em Maputo) (1988)
- L´ECU en tant que choix de portefeuille au Portugal, (projecto de investigação com Michel Lelart, financiado pela NATO Scientific Affairs Division, Bruxelas). (1991)
- Demand for Money as Financial Asset – Theory and Evidence, European Review of Economics and Finance, vol. 1, 2002.